# Tyrannochelifer macropalpus
Tyrannochelifer macropalpus är en spindeldjursart som först beskrevs av Albert Tullgren 1907.  Tyrannochelifer macropalpus ingår i släktet Tyrannochelifer och familjen tvåögonklokrypare. Inga underarter finns listade i Catalogue of Life.